# Andreasakterna
Andreasakterna (Acta Andreae), är en apokryfisk skrift från före 200-talet e.Kr. som skildrar aposteln Andreas gärningar och mirakler. Innan upptäckten av Döda havsrullarna betraktades Andreasakterna som en gnostisk text. Den har räknats till apokryfterna sedan 300-talet; Eusebios av Caesarea förkastade texten och kallade den kättersk och absurd, medan Gregorius av Tours försökte rensa den på kätteri.  
Andreasakterna refereras till i det koptiska Manikeanska Psaltaren som dateras till 200-talet. Verket har uppmärksammats av M.R. James och Jean-Marc Prieur som hävdade att texten inte talar om Jesus som en historisk person. Det har överlevt i två versioner, en koptisk och en grekisk, samt i citat i andra verk. Det koptiska manuskriptet förvaras i universitetsbiblioteket i Utrecht. Det grekiska ingår i ett Martyrium och innehåller 65 kapitel. Traditionen har gett att verket bygger på Petrusakterna och Johannesakterna, vilka samtliga uppgetts ha en "Leucius Charinus" som författare; denne är också känd för att ha författat ett stort antal romanser.
Verket skildrar hur Andreas under vidsträckta resor utför flera mirakler, som att väcka döda till liv och stilla stormar, där han räddas uteslutande genom att korsa sig. Det förekommer också starkt moraliserande avsnitt, som när Andreas låter ett utomäktenskapligt embryo dö, och räddar en pojke från en incestuös mor. Berättelsen skildrar hur Andreas predikar i tre dagar medan han blir korsfäst.
Det finns ytterligare en text, Andreas- och Matteusakterna, som förr infogades i Andreasakterna. I den uppes att aposteln Matteus blir tillfångatagen av kannibaler men räddas av Jesus och Andreas. Detta verk frånskiljs numera från Andreasakterna.